# Iglesia de San José (Guayaquil)
La Iglesia San José de la Compañía de Jesús es uno de los templos católicos más importantes de Guayaquil. Una antigua tradición indica que la primera iglesia que tuvieron los clérigos jesuitas de la Compañía  de Jesús, que habitaban Ecuador en ese entonces, estuvo dedicada al santo patrono de las familias, San José de Nazaret.

## Historia
La Iglesia de San José debió de levantarse hacia el año 1708, pues un terrible incendio en 1709 destruyó la iglesia junto con las casas y el colegio. Posteriormente fue reconstruida por el licenciado Juan B. Herrera.[cita requerida]
Para el año de 1760 la iglesia llamaba la atención de los viajeros, como asegura el historiador padre Recio en su "Compendiosa Relación".[cita requerida] Dice, además, que cuenta con un colegio, adjunto y un apartamento para ejercicios, que construyó el señor obispo D. Juan Polo de Águila, conforme así también lo atestigua el P. Jorge Enrique Mesía S.J. en su obra "La Iglesia de San José de los padres jesuitas en Guayaquil.
En 1764, el templo registró otro incendio, que pasó a ser conocido como Fuego Grande, pues el material de las casas y templos de la ciudad por aquella época eran de madera, por lo que los incendios eran muy frecuentes.
Luego fue reconstruida en 1866 por el P. Miguel Franco. Por aquella época, frecuentaba esta iglesia la beata Mercedes de Jesús Molina, quién donó gran parte de su fortuna para su reconstrucción, dinero que ella entregó al P. Domingo García. En esta iglesia también encontró dirección espiritual la santa noboleña Narcisa de Jesús; cuyo cuerpo, tras su muerte, se mantuvo en una urna de cristal entre los años 1955 y 1972.
En esta iglesia el padre Domingo García funda la Congregación de Hijas de María en el año de 1865, con el objetivo de fomentar la formación de la juventud femenina de Guayaquil. En esta congregación estuvieron presentes tanto la beata Mercedes de Jesús Molina, santa Narcisa de Jesús, Virginia Molina Vergara, Jesús Caballero, entre otras beatas muy conocidas de Guayaquil por su fama de santas y caritativas evangelizadoras. Dentro de la iglesia se puede observar una placa conmemorativa que recuerda la existencia de la congregación. Para 1878, con el apoyo de las "hijas de María", el Obispo Roberto del Pozo, S.J., fundará la "Sociedad de Beneficencia de Señoras", que tanto bien han contribuido en Guayaquil.
En el año de 1896, la iglesia fue parcialmente destruida por el Gran Incendio de Guayaquil, no así en el año de 1902, cuando un 16 de julio, un incendio en la ciudad la destruyó y además, redujo a cenizas el colegio y la residencia.
Posteriormente, un solar fue donado a los clérigos jesuitas de la Compañía de Jesús por el cabildo guayaquileño, donde funcionaba el Colegio San Francisco Javier, la iglesia y la residencia, ocupaba el área que hoy ocupa la actual Casa de Correos.
Para el año de 1905 se coloca la primera piedra del nuevo edificio de la iglesia, esta edificación fue la segunda en la ciudad en la que se aplicó cemento armado, pero es la primera construida totalmente de dicho material. A falta de cemento en la ciudad, el P. Superior lo pidió a Bélgica y costó 8 sucres el quintal.
Como anécdota digna de recordar, es aquella de que la señora Magdalena Cortes, empleada doméstica en casa de la familia Rhode, compró un número de lotería, y cuando obtuvo el premio, donó todo el dinero para la iglesia, un valor de 1500 sucres.
En 1904 llegó a Guayaquil el P. Maurilio Detroux, expulsado de las misiones amazónicas ecuatorianas, y ocupó el cargo de Superior de la Residencia San José para emprender la ardua tarea de reconstruir la iglesia, la misma que sería instalada entre la ría del Guayas, Eloy Alfaro, Manabí, Capitán Nájera y Huancavilca. Este edificio de hormigón armado y piedra, con rieles del ferrocarril como vigas de hierro y cemento llegado desde Bélgica, fue concluido en 1925 e inaugurado en 1926, la fachada fue diseñada por el arquitecto Francisco Maccaferri.

## Ubicación
Actualmente la Iglesia San José se encuentra en Guayaquil, en la parroquia Olmedo, ubicada en la avenida Eloy Alfaro entre las calles Huancavilca y Manabí.